# Distrito de Chetilla
El Distrito de Chetilla es uno de los 12 distritos de la Provincia de Cajamarca  ubicada en el departamento de Cajamarca, bajo la administración del Gobierno regional de Cajamarca, en el norte del Perú.
Desde el punto de vista jerárquico de la Iglesia católica forma parte de la Diócesis de Cajamarca la cual, a su vez, pertenece a la Arquidiócesis de Trujillo.

## Historia

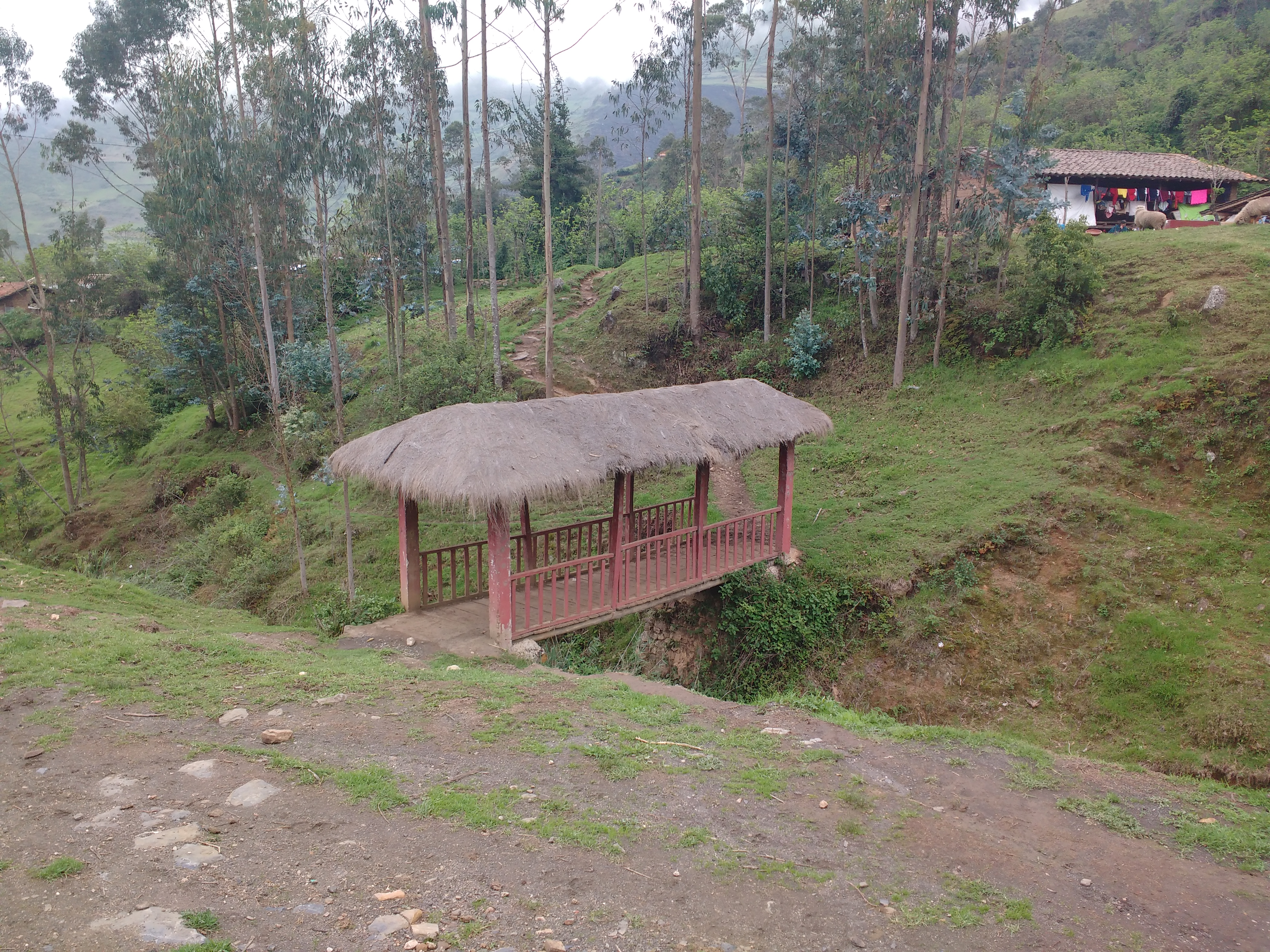
Puente peatonal de madera sobre quebrada en Chetilla - Cajamarca

Chetilla deriva su nombre de «catarata blanca»; los habitantes fueron mitimaes, es decir eran colonias nativas desarraigadas por los incas de su territorio original y restablecidas en nuevas zonas, a menudo distantes. De tres clases de ellos podemos nombrar los rebeldes castigados, grupos leales y artesanos especializados. Como ellos llegaron de Leymebamba, de Chachapoyas es casi seguro que eran “mitimaes de castigo” por haber resistido al dominio inca.  Los mitmas Chilchos, fueron concentrados primero en el sector denominado cuñacatec ubicado en la margen derecha de la comunidad de la mishca donde hoy todavía hay algunos vestigios, y luego en el sector denominado San Esteban de Chetilla por los curas franciscanos, por último en el lugar en que se encuentra hoy, a unas dos leguas de Cajamarca. tenía el aillu de mitmas esas tierras por decisión de los incas. Con mayor precisión se indica que fue el inca Túpac Yupanqui, quien asignó dichas tierras a éstos mitmas y allí se quedaron constituyendo el distrito más antiguo de la provincia de Cajamarca. Fue creado por Simón Bolívar en 1822, legitimado por ley del 29 de septiembre de 1856 y sancionado por la del 2 de enero de 1857.

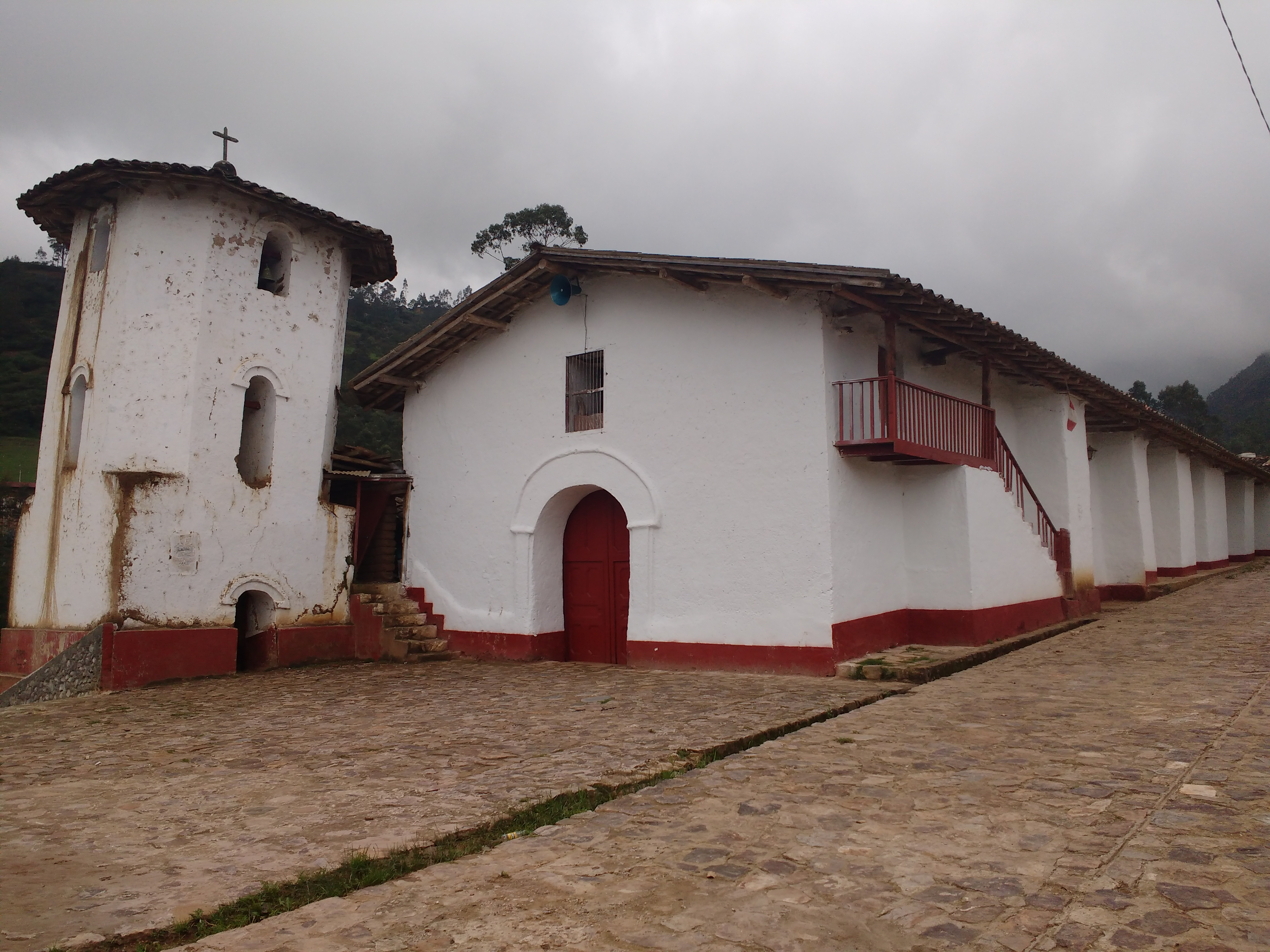
Torre de la iglesia católica de Chetilla cerca a la plaza principal

Monseñor José Dammert Bellido, hace ya más de treinta años en un primer documento, fuente de inspiración para otros, señala que Don Juan Chilcho fue cacique propietario de los indios mitmas chilchos de la guaranga de Leimebamba del pueblo de San Ildefonso, corregimiento de la ciudad de Chachapoyas que se revisitaron en esta provincia por haber pasado a ella desde el tiempo del Inga Túpac Yupanqui y haber connaturalizado en el dicho sitio de Chetilla y en él señalándoles las tierras y dándoles asientos y les fueron señaladas y amojonadas por el dicho Inga y las gozaron y poseyeron los padres y antepasados de los dichos indios mitmas chilchos y en esta posesión están los del común de dicho asiento de Chetilla.
Para el siglo XVI, en la visita de Cristóbal de Barrientos en 1540 los señores de Cajamarca «dijeron que los caciques Guamán e Chilcho, que son en los términos de los Chachapoyas, servían al inga en los dichos tambos de Caxamarca que ensimismo, los mitimaes serranos de Guamán e Chilcho y Guambos siempre sirvieron en tiempo del inga con sus propios caciques y no con los dichos señores de Caxamarca».
Señalan que en los primeros años siguieron los mitmas residiendo en sus tierras, pero en tiempo de las reducciones fueron concentrados en el pueblo de Cajamarca. Más al no tener ocupación en esta población, volvieron a tener sus ganados y sementeras en Chetilla, según las ordenanzas del Virrey Toledo.
El distrito fue creado mediante Ley del 2 de enero de 1857, en el gobierno de Ramón Castilla.
Junto al distrito de Baños del Inca y Porcón en el distrito de Cajamarca, Chetilla es un área tradicionalmente quechuahablante. Sin embargo, el quechua cajamarquino hablado allí está en retroceso frente al español.

## Autoridades

### Municipales
- 2023 - 2026[4]
  - Alcalde: Dr. Héctor Landa Nachucho, de [Cajamarca Siempre Verde].
  - Regidores:

  1. David William Chavez Gonzales (Cajamarca Siempre Verde)
  2. Maria Kare Pisco Calua (Cajamarca Siempre Verde)
  3. Manuel Vargas Cholán (Cajamarca Siempre Verde)
  4. Asunciona Faichin Yopla (Cajamarca Siempre Verde)
  5. Dolores Vasquez Vargas (Frente de la Esperanza)

Alcaldes anteriores
- 2019-2022:[5] Luis Dilas Mendoza, del Frente Amplio, por Justicia, Vida y Libertad.
- 2015-2018:[5] Augusto Iglesias Alegría, del Frente Regional de Cajamarca.

## Festividades
- Carnavales.
- Las Cruces